# Guglielmo L. Brentel
Guglielmo L. Brentel (* 22. Juli 1955 in Unterseen) ist ein Schweizer Hotelier und bis Ende 2014 Präsident von Hotelleriesuisse.

## Leben
Brentel absolvierte die École hôtelière de Lausanne und ist selbst Hotelier. Er ist im Vorstand verschiedener Gremien und war von 1998 bis 2005 Präsident des Zürcher Hotelier-Vereins. Nach leitenden Stellungen in diversen Hotels führt er seit 1989 seine H&G Hotel Gast AG, ein Führungs- und Beratungsunternehmen für Hotel- und Gastronomiebetriebe. 2017 gründete er zusammen mit jungen Unternehmern die Gastgeber 3.0 AG, welche bestehende Hotels zum Erfolg führen soll und neue Projekte entwickelt und betreibt. Er hat die Führungsverantwortung von 6 Hotelbetrieben und hat Einsitz in verschiedenen Verwaltungsräten. Brentel war von Sommer 2005 bis Ende 2014 Präsident von hotelleriesuisse. Von Januar 2015 bis September 2017 war er Präsident der EHL S.A. (École hôtelière Lausanne). Heute ist er Präsident von Zürich Tourismus und ist Mitglied des Verwaltungsrats der Flughafen Zürich AG.
Brentel ist geschieden und hat zwei Kinder.